# Fuerzas policiales de Brasil

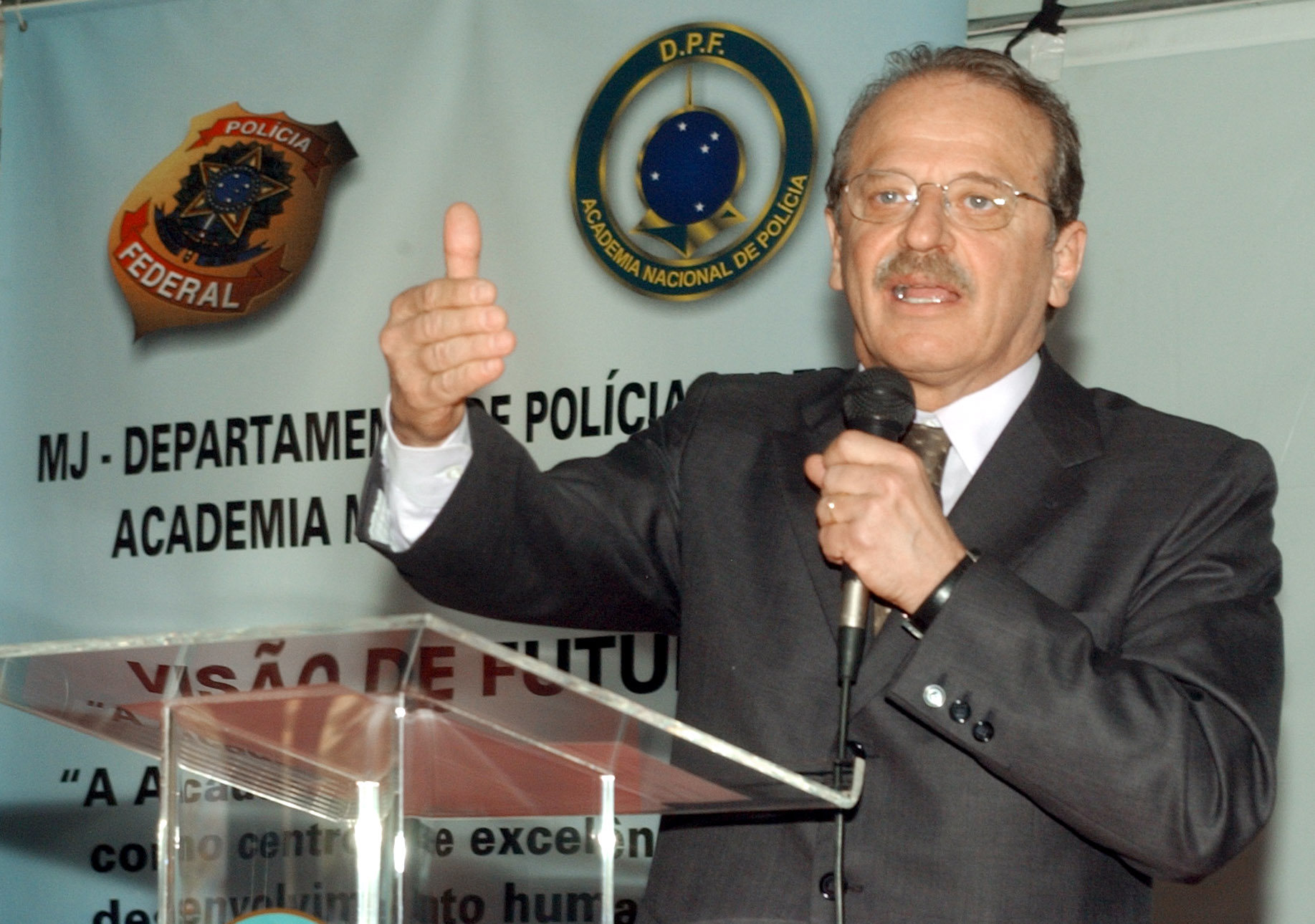
Tarso Genro, ministro de Justicia, la máxima autoridad de las fuerzas de la Policía Federal.

En Brasil, la Constitución Federal establece cinco instituciones policiales, la Policía Federal, la Policía Federal de Carreteras, la Policía Federal de Ferrocarriles, la Brigada de Policía Militar y Bomberos del Estado y de la Policía del Estado Civil. De estos, los tres primeros están afiliados a las autoridades federales y las dos últimas subordinadas a los gobiernos estatales. Todas las instituciones policiales son parte del Poder Ejecutivo de cualquiera gobierno federal o estatal. Además de estas cinco instituciones hay otro que está afiliada a las Autoridades Municipales: los Guardias Municipales. Las Guardias Municipales de jure no se considera la fuerza de seguridad pública, pero la ley federal 13.022 (vigente desde el 8 de agosto de 2014) Casette ellos en las atribuciones de la policía de hechos.
Según el Tribunal Supremo Federal, las únicas fuerzas de seguridad de Considerada unidades de la policía por la ley brasileña son los que figuran en el artículo 144 de la Constitución Federal, es decir, las cinco fuerzas policiales citadas.
Hay dos funciones de policía principales: el orden y la aplicación de la ley Mantenimiento. Cuando los delitos afectan a entidades federales, las fuerzas policiales federales llevar a cabo esas funciones. En los demás casos, las fuerzas de la policía estatal Emprender actividades de la policía.

## Historia

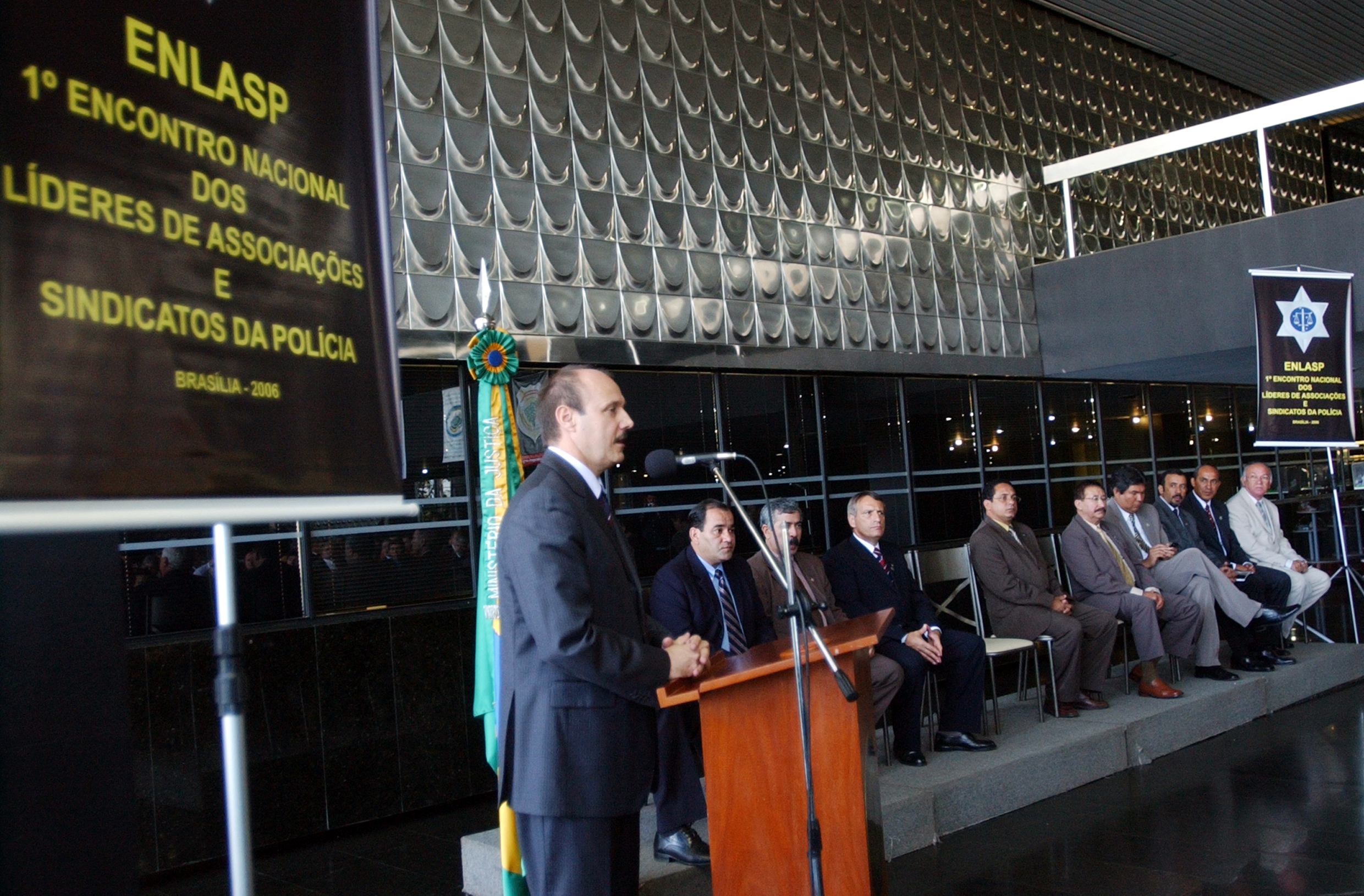
Luiz Fernando Corrêa, actual director de la Policía Federal de Brasil.

Los primeros grupos asignados a tareas de seguridad en la fecha en territorio brasileño se remontan al siglo XVI. Pequeñas unidades incipientes fueron designadas en la costa brasileña, con la función principal de defenderse de enemigos invasores extranjeros. En 1566, fue reclutado el primer investigador policial de Río de Janeiro. En el siglo XVII, en la mayoría de las "capitanias" ya había unidades locales con funciones de aplicación de la ley. En 9 de julio 1775 un regimiento de Caballería fue creado en Minas Gerais para mantener el orden. A la vez, una intensa extracción de oro ha atraído la atención y la codicia de los exploradores, generando tensiones en la zona.
En 1808, la familia real portuguesa se trasladó a Brasil, debido a la invasión francesa de Portugal. rey João VI buscaron redefinir la estructura administrativa de la colonia. Entre las varias reformas, se estableció la "Intendência Geral de Polícia" (Intendencia General de Policía), que se fusionaron las unidades de policía con funciones de investigación, llame a la actual Policía Civil. También creó una guardia militar con funciones de policía en 13 de mayo de 1809. Esto se considera una fuerza predecesor de las unidades locales de la policía militar. Más tarde, en 1831, cuando la independencia ya había sido declarada, cada provincia comenzó a organizar su "policía militar", con tareas de mantenimiento del orden. 
El 31 de enero de 1842, se promulgó la ley 261, la reorganización de las oficinas de investigación, la actual "policía civil".
La primera fuerza de policía federal, la Policía Ferroviaria Federal, fue creada en 1852.
Por último, en 1871, la ley 2033 de la policía separó las funciones judiciales y judiciales, creando la estructura burocrática general y los mecanismos adoptados todavía hoy en día por las fuerzas de la policía local. En 1944, se creó una institución de la policía federal. El actual departamento de la Policía Federal fue concebido a 16 de noviembre de 1964. During the dictadura militar, algunas organizaciones de la policía política se mantuvieron, como la DOI-CODI.

## Principales funciones
La aplicación de la ley y mantener el orden son las dos principales funciones de las unidades de la policía brasileña. En la legislación brasileña, para el mantenimiento se considera una actuación preventiva por el que soldados de la policía patrullan las calles para proteger a los ciudadanos y desalentar la actividad criminal. Aplicación de la ley consiste en la investigación penal, por lo tanto tienen lugar después de una infracción penal.
La prevención y la investigación en el Brasil se dividen entre dos organizaciones distintas de la policía. Las fuerzas "policiales militares" solo tienen funciones de mantenimiento del orden. Correspondientemente, las instituciones "policiales civiles" are son responsables exclusivos de la investigación criminal. Sin embargo, a nivel federal, la Policía Federal se encarga de las funciones preventivas y de investigación de delitos federales.

## Instituciones federales

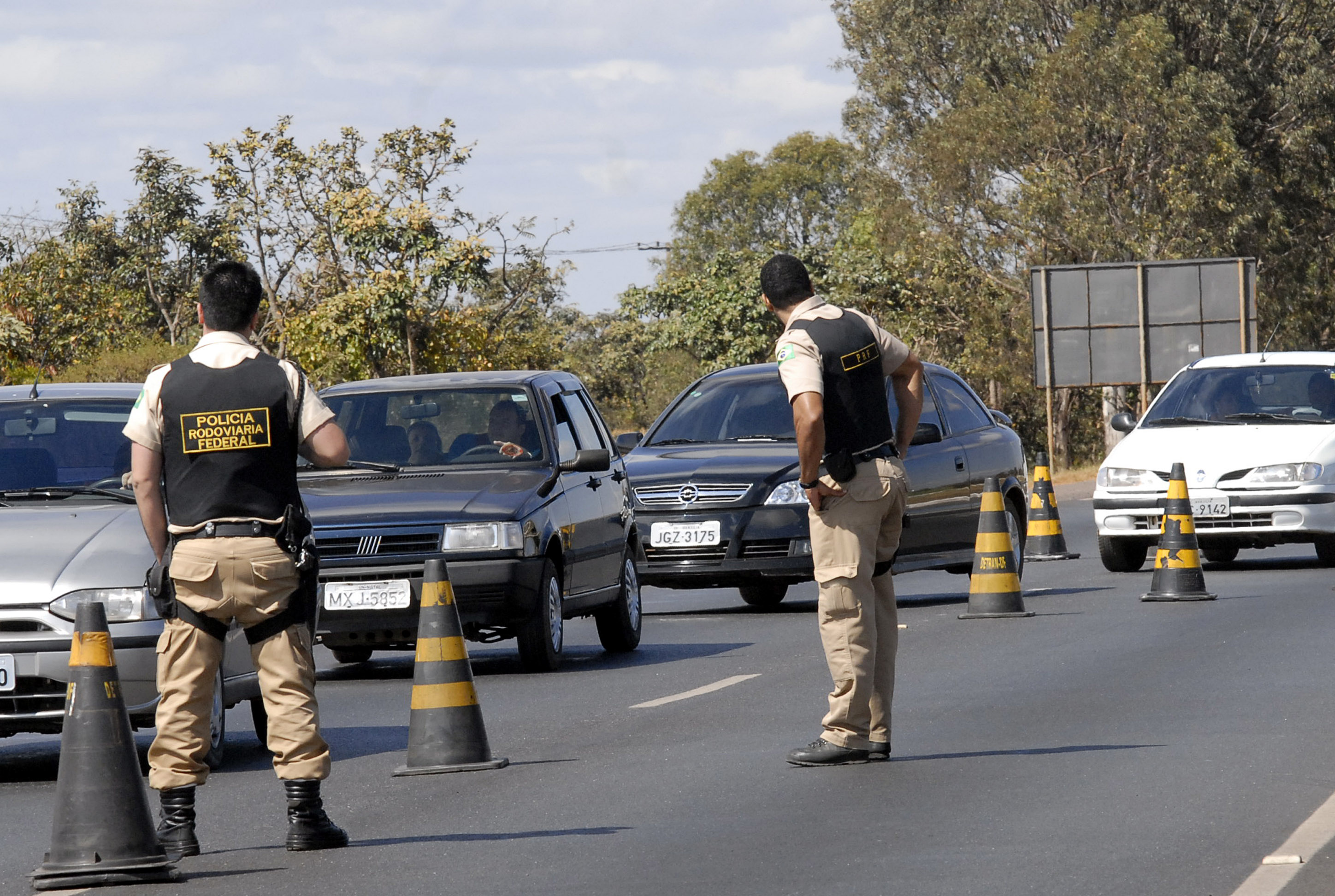
Policía Federal de Caminos.

Patrulla de la Policía Militar de Río de Janeiro.

Hay tres instituciones de la policía federal en Brasil: La Policía Federal, la Policía Federal de Caminos, y la Policía Federal de Ferrocarriles.
- La Policía Federal, oficialmente el "Departamento de Polícia Federal", es descrita por la Constitución como "un órgano administrativo permanente de la rama del gobierno Ejecutivo" federal. Tiene las principales funciones de prevención e investigación de delitos federales (los delitos que violan la ley federal). Por lo tanto, tiene tanto el mantenimiento del orden y las tareas de aplicación de la ley. Asimismo, patrulla los aeropuertos, las aguas marítimas, y las fronteras.[6] Está directamente subordinada al Ministerio de Justicia.

- La Policía Federal de Caminos, también descrito como "un órgano administrativo permanente del Poder Ejecutivo federal", tiene la principal función de patrullar las carreteras federales. Mantiene el orden, pero no investiga los delitos.[6]

- La Policía Federal de Ferrocarriles, la tercera y última fuerza policial federal. Al igual que las instituciones antes mencionadas, la Policía Federal de Ferrocarriles se describe como "un órgano administrativo permanente del Poder Ejecutivo federal" con la función principal de patrullar el sistema ferroviario federal. No investiga los delitos, solo se centra en el mantenimiento del orden.[6]

## Instituciones estatales

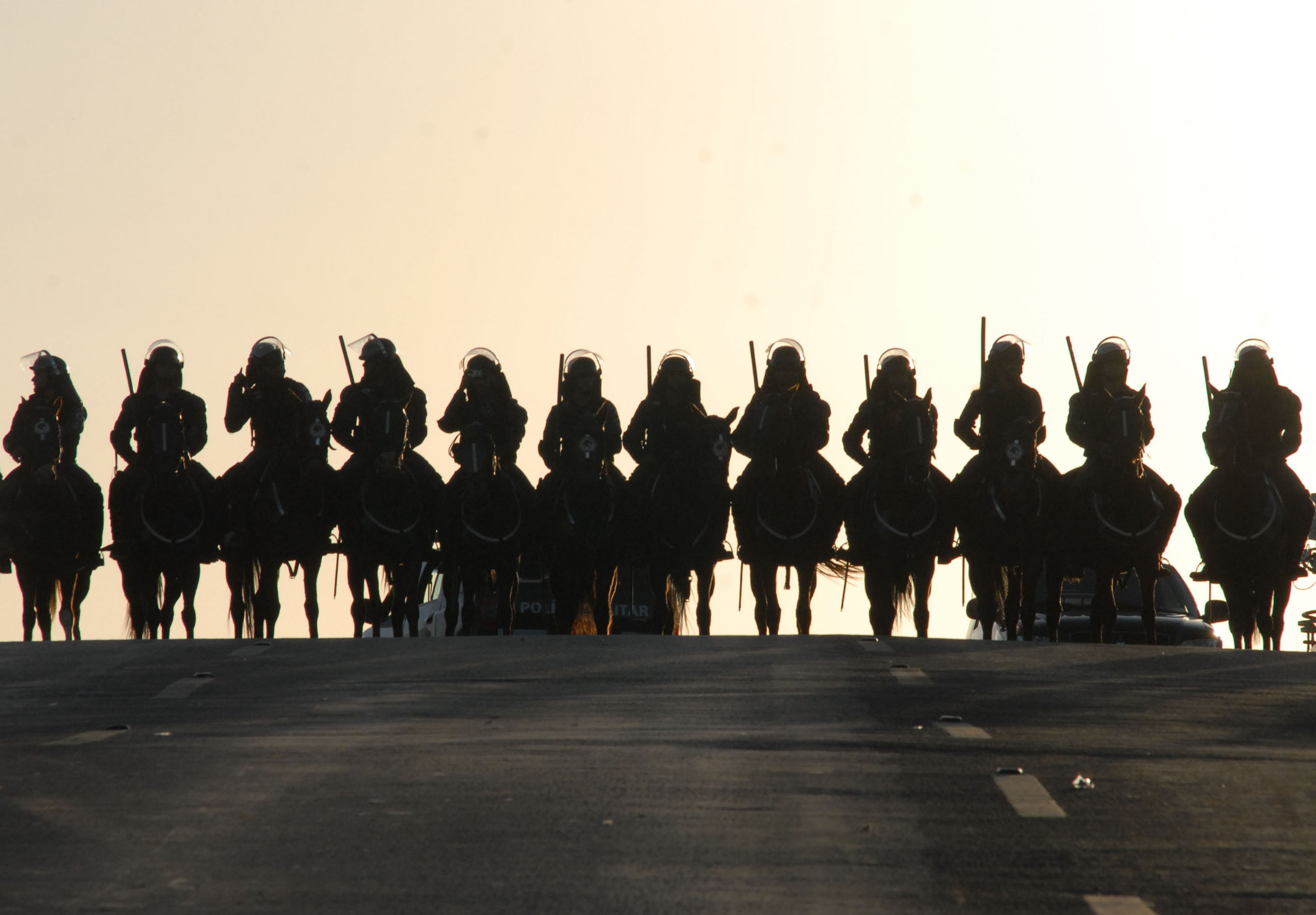
La Policía Montada, la rama de la Policía Militar del Distrito Federal, durante actividades de control de disturbios.

Hay dos tipos de instituciones de la policía estatal: la Policía Militar y Cuerpo de Bomberos, y la Policía Civil.
- La Policía Militar y Cuerpo de Bomberos es la policía estatal con funciones de mantenimiento del orden. Patrulla las calles y encarcela a los sospechosos de actividades delictivas, los entregan a la custodia de la Policía Civil o, en caso de delitos federales, a la Policía Federal. Es una institución "militarizada" (gendarmería) porque se basa en los principios de la jerarquía, rangos, uniformes, disciplina, y ceremonial militares. Sin embargo, no es parte de las Fuerzas Armadas de Brasil. Es descrito por la Constitución como una "fuerza auxiliar del Ejército".[6] El Cuerpo de Bomberos Militar, en general, es una parte de la Policía Militar, a pesar de que no realiza funciones de policía tradicional. Está subordinado al gobierno del estado.

- La Policía Civil es la policía del estatal que ejerce las actividades de policía administrativa,criminal y de seguridad. Tiene la función de investigar los crímenes cometidos en violación de la ley penal brasileña.[6] No patrullan las calles y no usa uniforme. Al igual que la Policía Militar, está subordinada al gobierno del estado.

## Otras Fuerzas de Seguridad

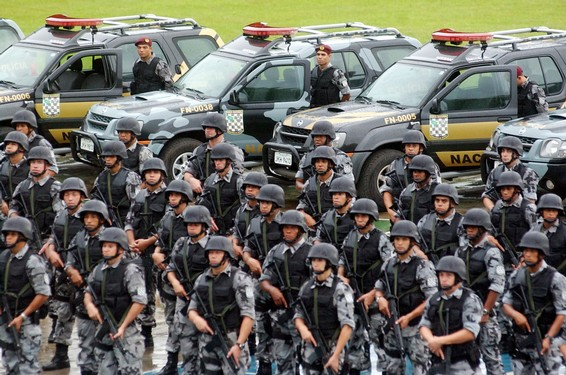
Força Nacional de Segurança Pûblica (Fuerza de Policía Nacional Pública).

- Los municipios pueden crear Guardias Municipales. Tienen el deber de proteger las personas, tráfico, servicios e instalaciones de los gobiernos locales y otros. Son las más nuevas instituciones policiales y la primera categoría municipal para estar en la Constitución Federal. Ordenan mantenimiento y hacen que las obligaciones de la ley, como la patrulla y detención con o sin flagrantes, desde agosto de 2014, cuando Dilma Rousseff firmó la ley federal 13.022 que reglamenta el octavo párrafo del Art. 144 de la Constitución Federal (CF-BR).  Así, los Guardias Municipales comenzaron a tener el deber legal de obedecer el uso regular del Poder de Policía, al igual que las Policías Estatales y Federales; pero con la obligación primordial de protección de los cidadãos brasileiros e estrangeiros, la policía comunitaria, la guardia de servicios publicos y la protección de los políticos. Ellos no se enumeravan en el artículo 144 de la Constitución Federal de una unidad de la policía autónoma. Pero sin embargo, el Supremo Tribunal Federal de Brasil "...dice que la exclusión de los Guardias Municipales de la seguridad pública es inconstitucional, debido a la reinterpretación del artículo 144 de la Constitución Federal de Brasil..."  Hay 1.185 municipios con Departamentos de Guardias Municipales y con 120.000 agentes. Para llegar a ser un policía municipal en Brasil necesita más de 18 años de edad y grado de los estudios secundarios, pruebas de conocimientos acerca de las leyes, el idioma, etc. .

- La Fuerza Nacional de Seguridad Pública (Força Nacional de Segurança Pública) fue creada mediante el decreto presidencial 5.289 el 29 de noviembre 29 de 2004. No es una fuerza de seguridad per se. Más bien, es un programa federal de cooperación entre todas las fuerzas de la policía brasileña para situaciones de emergencia o de naturaleza excepcional.[7]

- Las unidades policiales del Ejército, Marina y Fuerza Aérea no deben confundirse con la Policía Militar del Estado. Estas son las unidades de seguridad interna de cada rama de las Fuerzas Armadas. No tienen funciones de mantenimiento del orden general o de aplicación de la ley. Otras unidades internas pueden ser creadas para la protección de determinados organismos o entidades administrativas, tales como las guardias de las casas legislativas, que no son instituciones de la policía. Sin embargo, en tiempos de emergencia ha habido ocasiones en que el Ejército ha sido llamado a mantener el orden, especialmente en Río de Janeiro.[8]

## Ingreso
El acceso a todas las posiciones en cualquier cuerpo de policía se obtiene a través de exámenes de ingreso. Estos normalmente consisten en pruebas académicas, pero en algunos casos también puede incluir pruebas físicas. Los candidatos deberán cumplir con los requisitos físicos y académicos mínimos que varían de acuerdo a cada institución y cargo. Todos los jefes de policía deben tener título universitario en Derecho. Para el ingreso a algunos otros cargos, también puede ser necesario que el aspirante sea profesional en Derecho.

## Controversias
La frecuente brutalidad policial y la corrupción generalizada han dañado la reputación de las instituciones policiales en Brasil, especialmente de las fuerzas del Estado. Existen casos conocidos de empleo de la violencia contra sospechosos y de efectuar ejecuciones extrajudiciales por parte de la policía. En las ciudades de São Paulo y Río de Janeiro, la Policía Militar ha participado en controvertidas masacres de civiles, efectuadas por lo general en los barrios pobres donde tienden a ocultarse delincuentes de alto perfil. También ha habido masacres en los centros penitenciarios. Uno de los casos más notorios es la masacre de Carandiru de 1992. La tortura sigue siendo utilizada como medio de interrogación y castigo.
La ineficiencia en la aplicación de la ley es alta, debido a la falta de infraestructura adecuada y de personal cualificado. La investigación cuidadosa es la excepción y no la regla. En 2003, por ejemplo, en el estado de São Paulo al menos un 85% de las investigaciones de homicidios se encontraban archivadas antes de haber llegado a un procedimiento judicial debido a la falta de pruebas suficientes. El mantenimiento del orden es considerablemente ineficiente también, con niveles de violencia en los mayores centros urbanos que se compara con los de zonas de guerra, de acuerdo a algunos estudios.
Según la revista TIME de diciembre de 2009 - Enero de 2010, la policía brasileña ha asesinado a 11.000 personas en las ciudades de Río de Janeiro y São Paulo entre 2003 y 2009. Solo se han hecho cuatro condenas contra la policía, y la gente no va a denunciar por temor de ser asesinada por los mismos policías.